# شعب الصلب (حالمين)

تعديل مصدري - تعديل

شعب الصلب هي إحدى قرى عزلة حبيل الريدة بمديرية حالمين التابعة لمحافظة لحج، بلغ تعداد سكانها 36 نسمة حسب تعداد اليمن لعام 2004.